# Jean-Philippe Fauteux
Jean-Philippe Fauteux est un réalisateur de film d'animation, un professeur, un cartographe, un graphiste et un caricaturiste québécois né le 29 janvier 1952 à Milwaukee (Wisconsin, États-Unis).

## Biographie
Il commence sa carrière comme animateur à Ottawa au cours de la décennie 1970.
En 1982, alors que Jean-Philippe Fauteux était professeur de photographie au CEGEP de l’Outaouais, il fonde avec ses étudiants le Club Polarisé (CPPO).
En 2000, il cofonde le festival Dérapage, dont il est toujours directeur aujourd'hui. En 2012, il co-réalise la projection Au hasard du questionnement. Cette projection, composée de sept tableaux, est projetée sur la façade de l'École de design de l'Université du Québec à Montréal. 
Jean-Philippe Fauteux est professeur à l'École de design de l'Université du Québec à Montréal et à l’École multidisciplinaire de l’image de l’Université du Québec en Outaouais. Il a ainsi contribué à former plusieurs cinéastes d'animation québécois: Patrick Doyon, Nicolas Brault, Nicolas Ménard. 
Fauteux est également évaluateur de documents audiovisuels archivistiques.
Le 25 novembre 2017, il reçoit le Prix René-Jodoin récompensant un contributeur important du monde de l’animation au Canada.

## Prix et distinctions
- Prix René-Jodoin[8]